# Rukszany (Białoruś)
Rukszany (biał. Рукшаны, Rukszany; ros. Рукшаны, Rukszany) – wieś na Białorusi, w obwodzie grodzieńskim, w rejonie ostrowieckim, w sielsowiecie Gudogaje, nad Łoszą i w pobliżu granicy z Litwą.

## Historia
W dwudziestoleciu międzywojennym leżały w Polsce, w województwie wileńskim, w powiecie wileńsko-trockim, w gminie Szumsk.
Po II wojnie światowej w granicach Związku Sowieckiego. Od 1991 w niepodległej Białorusi.